# Lamar Hunt U.S. Open Cup 2001
La Lamar Hunt U.S. Open Cup 2001 è stata la ottantottesima edizione della coppa nazionale statunitense. È iniziata il 9 giugno 2001 e si è conclusa il 27 ottobre dello stesso anno.
Il torneo è stato vinto per la prima volta dal L.A. Galaxy che ha battuto in finale il N.E. Revolution per 2-1.

## Date
| Turno            | Data                         |
| ---------------- | ---------------------------- |
| Primo turno      | 9-13 giugno 2001             |
| Secondo turno    | 26-27 giugno e 2 luglio 2001 |
| Terzo turno      | 11 luglio 2001               |
| Quarti di finale | 24 luglio 2001               |
| Semifinali       | 22 agosto 2001               |
| Finale           | 27 ottobre 2001              |

## Primo Turno
| Squadra 1        | Risultato       | Squadra 2                 |
| ---------------- | --------------- | ------------------------- |
| Olympia Stanford | 2 - 3           | Seattle Sounders Select   |
| Mexico SC        | 1 - 1 (4-5 dtr) | Central Coast Roadrunners |
| Uruguay SC       | 3 - 2           | Miami Strike Force        |
| Chaldean Arsenal | 0 - 3           | Michigan Bucks            |

## Secondo Turno
| Squadra 1               | Risultato   | Squadra 2                 |
| ----------------------- | ----------- | ------------------------- |
| Tampa Bay Mutiny        | 2 - 3       | Connecticut Wolves        |
| Colorado Rapids         | 0 - 2       | Pittsburgh Riverhounds    |
| Utah Blitzz             | 0 - 2       | Milwaukee Rampage         |
| Uruguay SC              | 0 - 4       | Miami Fusion              |
| San Diego Flash         | 0 - 3       | Chicago Fire              |
| Seattle Sounders        | 0 - 4       | K.C. Wizards              |
| Reading Rage            | 2 - 7       | Richmond Kickers          |
| Seattle Sounders Select | 3 - 2 (dts) | Dallas Burn               |
| MetroStars              | 1 - 4       | Charleston Battery        |
| Chico Roots             | 3 - 4       | El Paso Patriots          |
| Michigan Bucks          | 1 - 7       | N.E. Revolution           |
| S.J. Earthquakes        | 6 - 0       | Central Coast Roadrunners |
| Carolina Dynamo         | 1 - 5       | Columbus Crew             |
| Nashville Metros        | 0 - 5       | L.A. Galaxy               |
| N.J. Stallions          | 0 - 8       | D.C. United               |
| Hershey Wildcats        | 1 - 0       | Rochester Rhinos          |

## Terzo Turno
| Squadra 1              | Risultato       | Squadra 2               |
| ---------------------- | --------------- | ----------------------- |
| Pittsburgh Riverhounds | 2 - 1           | El Paso Patriots        |
| Chicago Fire           | 1 - 0           | K.C. Wizards            |
| S.J. Earthquakes       | 0 - 0 (7-6 dtr) | Milwaukee Rampage       |
| L.A. Galaxy            | 3 - 1           | Seattle Sounders Select |
| Charleston Battery     | 1 - 2           | N.E. Revolution         |
| Miami Fusion           | 1 - 2           | Columbus Crew           |
| Connecticut Wolves     | 1 - 2           | Richmond Kickers        |
| Hershey Wildcats       | 0 - 3           | D.C. United             |

## Quarti di finale
| Squadra 1              | Risultato        | Squadra 2        |
| ---------------------- | ---------------- | ---------------- |
| Richmond Kickers       | 1 - 2            | D.C. United      |
| Columbus Crew          | 1 - 2            | N.E. Revolution  |
| Pittsburgh Riverhounds | 2 - 3            | Chicago Fire     |
| L.A. Galaxy            | 1 - 1 (10-9 dtr) | S.J. Earthquakes |

## Semifinali
| Squadra 1    | Risultato   | Squadra 2       |
| ------------ | ----------- | --------------- |
| Chicago Fire | 0 - 1 (dts) | L.A. Galaxy     |
| D.C. United  | 0 - 2       | N.E. Revolution |

## Finale
| Arbitro: | Paul Tamberino |

|            |           |                            |
| Harris 30’ | Marcatori | 70’ Hendrickson 92’ Califf |